# گیرنده ۳ بی سروتونین
گیرنده ۳ بی سروتونین (انگلیسی: 5-hydroxytryptamine (serotonin) receptor 3B) یک پروتئین است که در انسان توسط ژن «HTR3B» کُدگذاری می‌شود.
پروتئین کُدشده توسط ژن «HTR3B» یکی از زیرواحدهای گیرنده ۳ سروتونین است.